# 科爾納洛維奇
49°32′26″N 23°21′28″E / 49.54056°N 23.35778°E
科爾納洛維奇（烏克蘭語：Корналовичі），是烏克蘭西部的村莊，隸屬利維夫州的桑比爾區。該村始建於1375年，面積24.25平方公里，海拔高度270米，2001年人口1,047，人口密度每平方公里43.18人。